# タウンズビル・クロコダイルズ
タウンズビル・クロコダイルズ（Townsville Crocodiles）は、オーストラリアのNBLに所属していたプロバスケットボールチームである。本拠地はタウンズビルのタウンズビル・エンタテインメントセンター。

## 歴史
1993年にタウンズビル・サンズとして発足し、NBL参加。
1998年に現チーム名となる。
2001年にはファイナルに進出したが、ウロンゴン・ホークスに敗れ準優勝。
2016年、財政難を理由にリーグ撤退し解散

## 主な歴代所属選手
- ブラッド・ニューレイ